# Aspilota austroussurica
Aspilota austroussurica är en stekelart som beskrevs av Sergey A. Belokobylskij 2007. Aspilota austroussurica ingår i släktet Aspilota och familjen bracksteklar. Inga underarter finns listade.